# Nicolae Bălcescu (Călărași)
Nicolae Bălcescu est une commune située dans le județ de Călărași, en Roumanie et dénommée d'après le nom du révolutionnaire Nicolae Bălcescu.
Elle comprend trois villages, Fântâna Doamnei, Nicolae Bălcescu et Paicu.
En 2011, la population de Nicolae Bălcescu comptait 1 776 habitants.